# Elecciones al Parlamento Europeo de 2004 (República Checa)
En las elecciones al Parlamento Europeo de 2004 en la República Checa, celebradas en junio, se escogió a los 24 representantes de dicho país para la sexta legislatura del Parlamento Europeo. Tras su reciente incorporación a la Unión Europea, es la primera participación de República Checa en unos comicios europeos.

## Resultados
| Datos de participación | Datos de participación | Datos de participación |
| ---------------------- | ---------------------- | ---------------------- |
| Censo electoral        | 8.283.485              | 100%                   |
| Votantes               | 2.346.010              | 28,3                   |
| Abstención             | 5.937.475              | 71,7                   |
| A candidatura          | 2.332.862              |                        |

| ← Elecciones al Parlamento Europeo de 2004 →                                   |         |       |         |
| Partido                                                                        | Votos   | %     | Escaños |
| Partido Democrático Cívico (ODS)                                               | 700.942 | 30,05 | 9       |
| Partido Comunista de Bohemia y Moravia (KSCM)                                  | 472.862 | 20,27 | 6       |
| SNK Demócratas Europeos (SN/ED)                                                | 257.278 | 11,03 | 3       |
| Unión Cristiana y Democrática (KDU)                                            | 223.383 | 9,58  | 2       |
| Partido Socialdemócrata Checo (CSSD)                                           | 204.903 | 8,78  | 2       |
| Independientes (N)                                                             | 191.025 | 8,19  | 2       |
| Partido Verde (SZ)                                                             | 73.932  | 3,17  | 0       |
| Unie liberálních demokratů (US-DEU/ODA/CZ/LIRA)                                | 39.655  | 1,70  | 0       |
| Pravý Blok (PB)                                                                | 27.504  | 1,18  | 0       |
| Nezávislá Iniciativa (NEI)                                                     | 16.762  | 0,72  | 0       |
| Republikáni Miroslava Sládka (RMS)                                             | 15.767  | 0,68  | 0       |
| Balbínova Poetická Strana (BPS)                                                | 13.779  | 0,59  | 0       |
| Strana za životní jistoty (SZJ)                                                | 11.951  | 0,51  | 0       |
| Strana Venkova (SV)                                                            | 11.734  | 0,50  | 0       |
| Sdružení Nestraníků (SN)                                                       | 11.689  | 0,50  | 0       |
| Hnuti Samospravne Moravy a Slezska (HSMS) Partido Democrático de Moravia (MDS) | 9.293   | 0,40  | 0       |
| Strana Zdravého Rozumu (SZR)                                                   | 6.316   | 0,27  | 0       |
| Strana pro otevřenou společnost (SOS)                                          | 5.413   | 0,23  | 0       |
| Partido Conservador (República Checa) (KS)                                     | 4.986   | 0,21  | 0       |
| Koruna Česká (KC/MSCMS)                                                        | 4.532   | 0,19  | 0       |
| Masaryková Demokraticka Strana (MDS)                                           | 4.366   | 0,19  | 0       |
| Partido Obrero (DS)                                                            | 4.289   | 0,18  | 0       |
| Humanistická Aliance (HA)                                                      | 3.977   | 0,17  | 0       |
| Helax - Ostrava se baví (HOB)                                                  | 3.366   | 0,14  | 0       |
| Národní koalice a Ceska Strana Narodne Socialni (NS/CSNS)                      | 2.944   | 0,13  | 0       |
| Strana občanů republiky České (SORC)                                           | 2.585   | 0,11  | 0       |
| Občanská federální demokracie (OFD)                                            | 2.030   | 0,09  | 0       |
| Strana Práce (SP)                                                              | 1.717   | 0,07  | 0       |
| Partido del Socialismo Democrático (SDS)                                       | 1.709   | 0,07  | 0       |
| Svobodní (S)                                                                   | 1.300   | 0,06  | 0       |
| Partido General Cívico (VOS)                                                   | 873     | 0,04  | 0       |